# Лысьва (приток Чусовой)
Лы́сьва — река в Пермском крае, левый приток Чусовой.
Начинается на юге-востоке края и течёт по территории Лысьвенского городского округа, сначала в западном направлении, потом в северном. Впадает в Чусовую в 25 км от её устья, ниже города Чусовой. Длина реки — 112 км, площадь бассейна — 1010 км². Средняя высота водосбора — 246 м. Средний уклон — 1,6 м/км.
Высота истока 338 м над уровнем моря. Ширина реки в районе устья 30 м, глубина — 1,2 м. Высота устья — 114 м над уровнем моря.
Крупнейший из расположенных на реке населённых пунктов — город Лысьва. В 1772 году в городе создано Лысьвенское водохранилище для водоснабжения Лысьвенского металлургического завода.

## Этимология
Название реки происходит от коми-пермяцких слов «лыс» — хвоя, хвойный и «ва» — вода, река, следовательно Лысьва — «хвойная вода» или «река, протекающая по хвойным лесам».

## Притоки
- 27 км: Берёзовка
- 33 км: Любимовка
- 36 км: Задняя
- 41 км: Большая Травянка
- 45 км: Большая Запорная
- 45 км: Малая Запорная
- 62 км: Татарка
- 82 км: Бурсяк
- 101 км: Рыбная